# ليلتين
ليلتين (بالفارسية: لیلتین) هي قرية تقع في قسم ليراوي الجنوبي الريفي (مقاطعة ديلم) في إيران. يقدر عدد سكانها بـ 420 نسمة بحسب إحصاء 2016.